# الأغاني الخالدة: غناء الأسطورة (برنامج)
الأغاني الخالدة: غناء الأسطورة (هانغل: 불후의 명곡 - 전설을 노래하다)؛ هو برنامج مسابقات موسيقى تلفزيوني كوري جنوبي، يقدمه شين دونغ يوب. تتميز كل حلقة منه بفنانين يؤدون أغان قديمة بطريقة مختلفة عن الأغنية الأصلية.